# Rhynchobapta cervinaria
Rhynchobapta cervinaria là một loài bướm đêm trong họ Geometridae.